# 경복궁타령
경복궁타령(景福宮打令)은 경기도 민요의 일종이다. 대원군이 경복궁을 중수할 무렵에 생긴 민요이며, 그에 대한 원망을 풍자적으로 나타낸 노래다. 장단은 자진타령 장단이며, 5음계 구성으로 도로 마친다. 선율형은 난봉가 계통 민요와 비슷하며, 매우 구성지고 씩씩한 민요이다.